# Gerd Stamer
Gerd Stamer es un deportista alemán que compitió para la RFA en judo. Ganó una medalla de plata en el Campeonato Europeo de Judo de 1962, en la categoría de –80 kg.

## Palmarés internacional
| Campeonato Europeo | Campeonato Europeo | Campeonato Europeo | Campeonato Europeo |
| Año                | Lugar              | Medalla            | Categoría          |
| ------------------ | ------------------ | ------------------ | ------------------ |
| 1962               | Essen (RFA)        | Medalla de plata   | –80 kg             |